# كونتية بوينديا

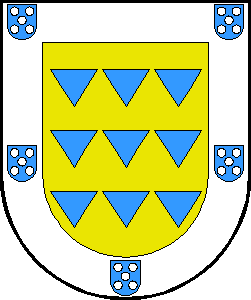

كونتية بوينديا لقب نبيل إسباني ذو طابع إرثي، تم إنشاءه في 9 يونيو عام 1465 من قبل الإنفانتي ألفونسو من قتشالة، عقب مرور أربعة أيام على إعلانه ملكًا لقشتالة من قبل رابطة النبلاء الساخطين على أخيه إنريكي الرابع ملك قشتالة، والملقب بالعاجز، فيما عُرف بمهزلة آبلة، ليُصبح بذلك اللقب النبيل الوحيد الذي أقره الإنفانتي خلال فترة حكمه الوجيزة